# Eisvögel USC Freiburg

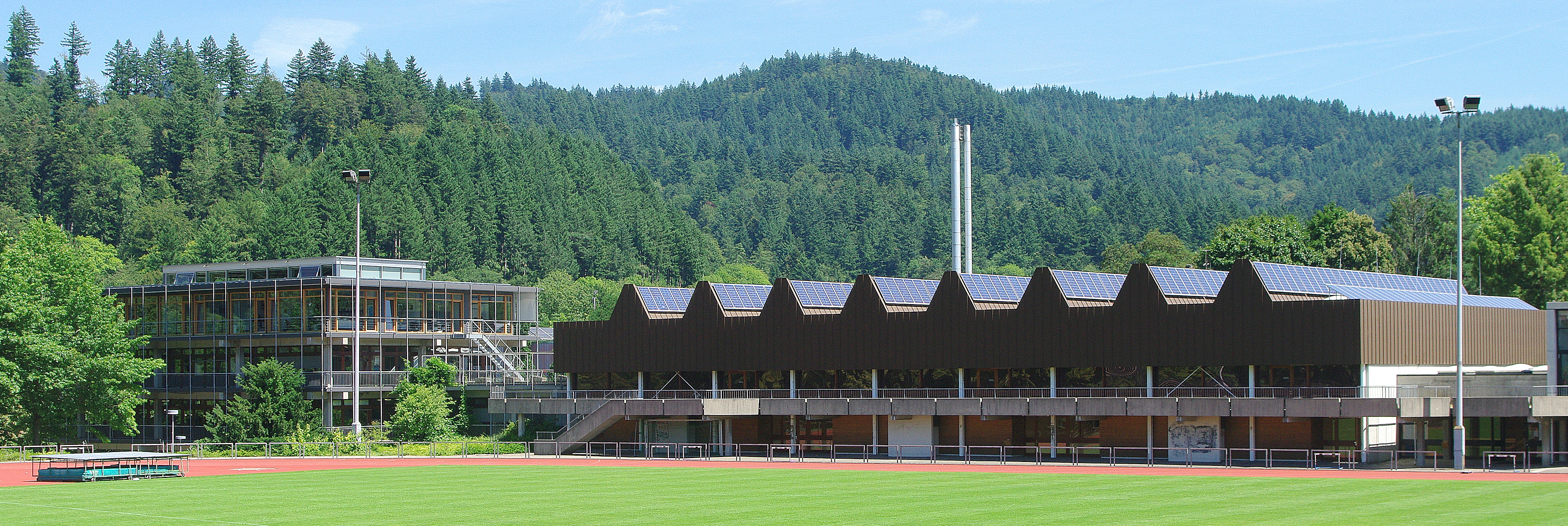
Sporthalle des Institut für Sport und Sportwissenschaft (IFSS) Freiburg

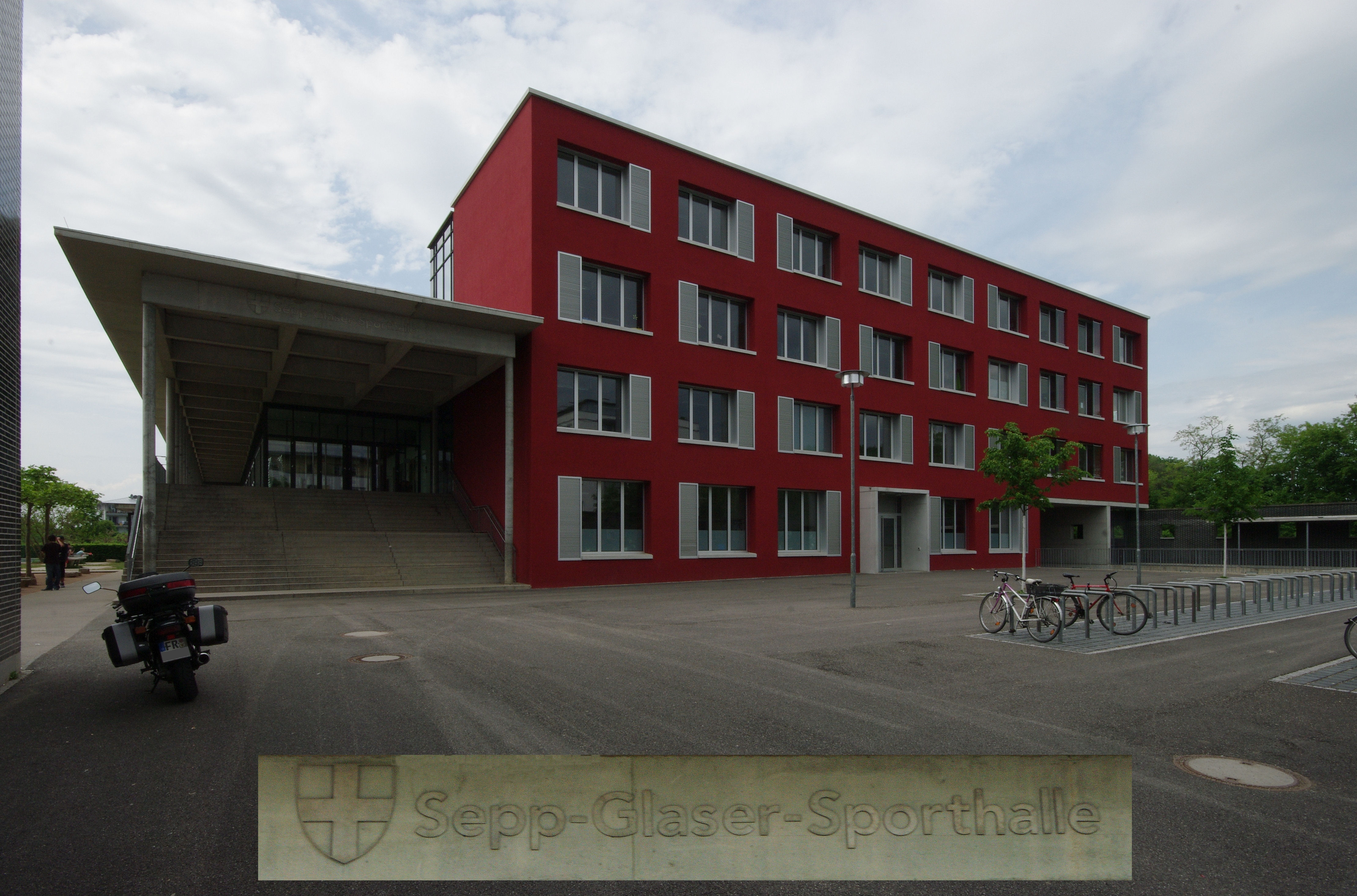
Eingangsbereich Westseite der Sepp-Glaser Halle

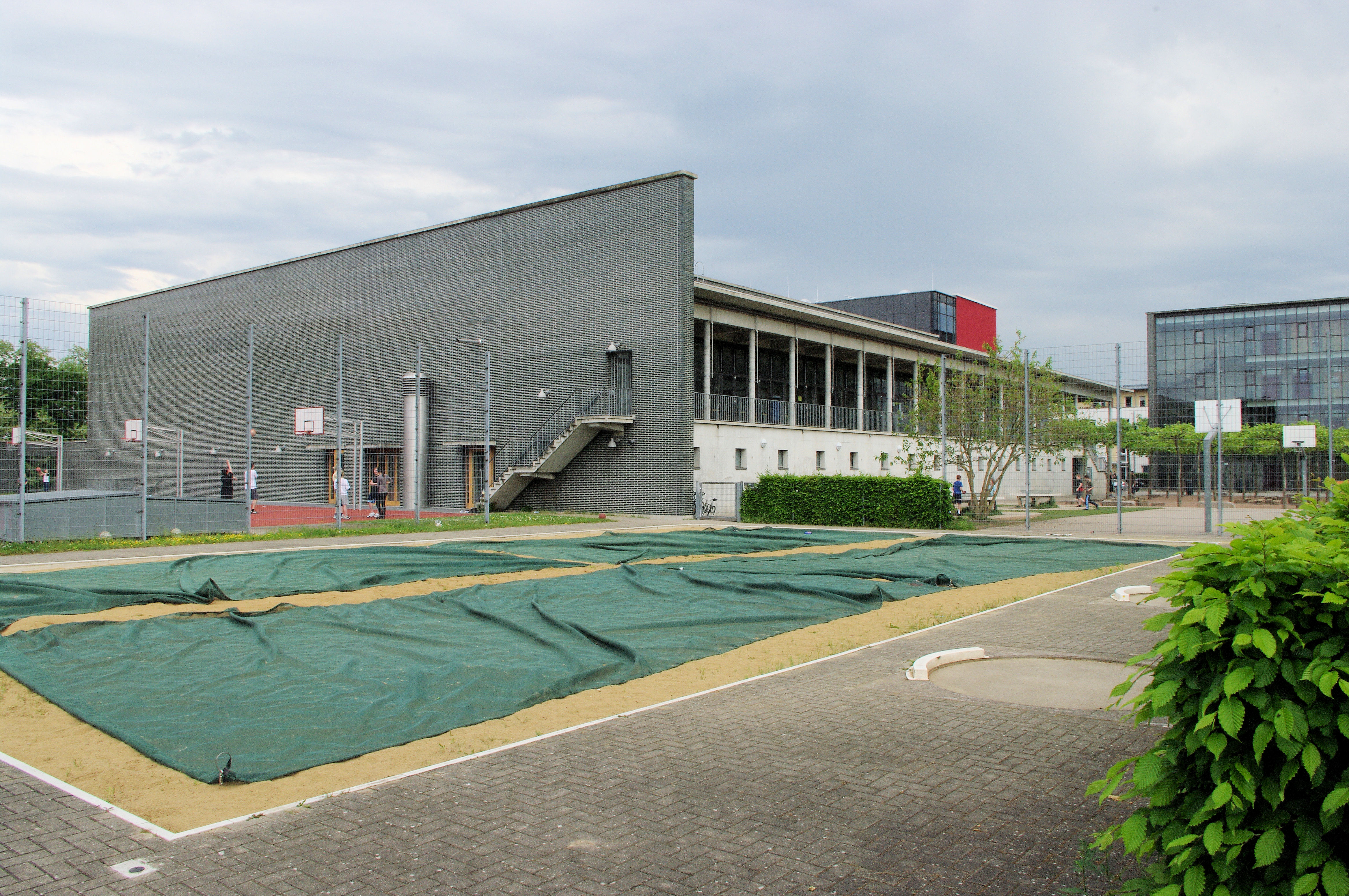
Sepp-Glaser Halle

Die USC Eisvögel sind eine Basketballmannschaft des USC Freiburg. Ihr Maskottchen ist der Eisvogel. Zwischen 1998 und 2000 stieg die erste Damenmannschaft aus der Regionalliga zweimal in Folge auf und spielte von 2000 bis 2017 ununterbrochen in der 1. Damen-Basketball-Bundesliga. Als Spielstätten dienen die Universitäts-Sporthalle mit 1.200 Sitzplätzen sowie die Sepp-Glaser-Halle mit 2.300 Sitzplätzen. 2022 gewannen die Eisvögel die deutsche Meisterschaft.

## Geschichte
Nach dem Aufstieg in die 1. Damen-Basketball-Bundesliga im Jahr 2000 wurde das Team in der Saison 2001/02 Deutscher Vizepokalsieger. In der Saison 2005/06 belegten die Eisvögel den 2. Platz nach dem Ende der Rückrunde. In der Saison 2006/07 kam das Team mit einer stark verjüngten Mannschaft auf Platz vier der Bundesliga. In der Saison 2007/2008 wurde das Team erneut Vierter in der Bundesliga und erreichte den dritten Platz im Pokalwettbewerb der DBBL. Die Saison 2008/09 beendeten die Eisvögel nach dem 22. Spieltag auf dem neunten Platz der Tabelle. In der folgenden Saison erreichte die Mannschaft überraschend den dritten Platz der Tabelle, konnte dies aber zur Saison 2010/11 nicht wiederholen. Hier stand die Mannschaft nach 13 Siegen und neun Niederlagen am Ende auf dem fünften Rang. Nach diesem Dämpfer konnte sich das Team in der Saison 2011/12 jedoch wieder auf den dritten Platz der Tabelle spielen. Die Eisvögel wurden beim in Freiburg stattfindenden Finalturnier 2013 Pokalsieger und holten damit ihren ersten nationalen Titel.
2017 musste nach 17 Jahren Bundesliga-Zugehörigkeit der Abstieg in die zweite Liga hingenommen werden, unter Trainer Pierre Hohn gelang im Spieljahr 2017/18 der unmittelbare Wiederaufstieg. Hohn verließ die Mannschaft nach dem Erfolg, seine Nachfolgerin wurde Hanna Ballhaus.
In der Jubiläumssaison 2020/2021 war der Verein von den Pandemieereignissen und den damit einhergehenden Einschränkungen betroffen. Um die Vereinsfinanzen zu verbessern, entstand eine Crowdfunding-Aktion, für welche der Verein auch die bekannte Freiburger Dragqueen Betty BBQ als Botschafter gewinnen konnte.
Nach der Saison 2020/21 verließen Hanna Ballhaus und Isabel Fernandez die Eisvögel, als Nachfolger kam Harald Janson.
Die erfolgreiche Saison 2021/22 konnten die Eisvögel mit dem Gewinn der deutschen Meisterschaft am 29. April 2022 krönen. In den Finalspielen gewannen sie gegen die Rheinland Lions (früher SG Bergische Löwen) mit 3:1-Siegen. Dabei stellten die Eisvögel im europäischen Frauenbasketball ein Novum auf: Zum ersten Mal wurde eine japanische Spielerin in einer europäischen Profiliga verpflichtet. Shiori Yasuma gewann im Anschluss an die erfolgreiche Saison die inoffizielle Wahl zum MVP und wechselte zum italienischen Erstligisten Reyer Venedig.
2021/22 stieg die zweite Mannschaft der USC Eisvögel erstmals in die zweite Bundesliga auf. Der vorherige Assistenztrainer Victor Herbosa übernahm die Aufgabe als USC-Bundesligatrainer im Jahr 2022, nachdem er unter Cheftrainer Harald Janson zuvor in der Saison 21/22 Deutscher Meister geworden war. Die Eisvögel hielten aus der Meistermannschaft unter anderem Christa Reed, Hannah Little und einen Großteil der deutschen Spielerinnen. Sie erreichten in dieser Saison zwar die Playoffs, schieden aber in Runde 1 gegen die TK Hannover aus.
In der Saison 23/24 übernahm erneut Harald Janson das Amt des Cheftrainers, nachdem Victor Herbosa in seine Heimat Spanien zurückgekehrt war. Mit Annika Soltau verstärkte eines der größten deutschen Talente des Jahrgangs 2005 den Kader. Verein und Spielerin hatten sich aber zuvor schon darauf geeinigt, dass Soltau das Team nach nur einer Saison in Richtung College zur University of Washington verlassen würde. In der Saison erreichten die Eisvögel den achten Tabellenplatz und verloren die erste Playoff-Runde gegen den amtierenden Meister Rutronik Stars Keltern im neuen best-of-five-Modus mit 0:3.
Nach der Saison 23/24 kündigte Janson an, das Amt des Cheftrainers aus privaten Gründen wieder anderweitig besetzen zu lassen und gab kurz darauf die Verpflichtung von Stefan Möller als hauptamtlichen Cheftrainer ab der Saison 24/25 bekannt.

## Vereinsphilosophie
Der Verein hat sich maßgeblich der Förderung deutscher (Jugend)Spielerinnen verschrieben, die sowohl aus der eigenen Jugend als auch aus anderen deutschen Basketballvereinen rekrutiert werden, in denen talentierte Nachwuchsspielerinnen keine Anbindung an die erste Bundesliga haben. Durch den Status als anerkanntes Ausbildungsprogramm gelang es den Eisvögeln unter anderem Elisabeth Dzirma, Satou Sabally, Luana Rodefeld, Lina Sontag und Annika Soltau zu verpflichten und deren sportlichen Werdegang zu fördern.
Im ligaweiten Vergleich gehören die Eisvögel USC Freiburg zu den Vereinen mit der anteilig höchsten Zahl nationaler Spielerinnen. Im Kader finden sich je nach Saison nur zwei bis vier – zumeist amerikanische – Profispielerinnen, was dafür sorgt, dass junge Talente verhältnismäßig viel Spielerfahrung in der höchsten deutschen Spielklasse sammeln können.

## 1. Mannschaft

### Bundesliga-Kader 2023/24
| Nr. | Name                | Nationalität            | im Verein seit | Position | Geb.dat.   | Alter | Größe  |
| --- | ------------------- | ----------------------- | -------------- | -------- | ---------- | ----- | ------ |
| 2   | Zakiyah Winfield    | Vereinigte Staaten      | 2023           | SG       | 16.10.2000 | 22    | 1,70 m |
| 5   | Joanna Scheu        | Deutschland             | 2023           | PG       | 30.09.2005 | 18    | 1,67 m |
| 7   | Paula Paradzik      | Deutschland             | 2020           | SG       | 03.04.2006 | 18    | 1,78 m |
| 8   | Luisa Nufer         | Deutschland             | 2017           | SF       | 05.07.2002 | 22    | 1,85 m |
| 12  | Annika Soltau       | Deutschland             | 2023           | Forward  | 25.03.2005 | 19    | 1,92 m |
| 17  | Britta Daub         | Deutschland             | 2023           | PG       | 20.01.1999 | 24    | 1,77 m |
| 21  | Emilly Kapitza      | Deutschland             | 2017           | Forward  | 28.12.2000 | 23    | 1,88 m |
| 33  | Christa Reed        | Vereinigte Staaten      | 2021           | SG       | 17.10.1995 | 28    | 1,78 m |
| 42  | Karla Gergelova     |                         | 2023           | PF       | 02.04.1988 | 35    | 1,86 m |
| 47  | Mirna Paunovic      | Bosnien und Herzegowina | 2005           | C        | 25.09.1976 | 47    | 1,86 m |
| 55  | Pauline Mayer       | Deutschland             | 2017           | PG       | 05.07.2001 | 23    | 1,72 m |
|     | Rika Tanimura       | Japan                   | 2023*          | C        | 31.07.1993 | 31    | 1,85 m |
|     | Cheah Rael-Whitsitt | Vereinigte Staaten      | 2023*          | C        | 28.05.1998 | 25    | 1,80 m |

*vorzeitige Vertragsauflösungen

### Bundesliga-Kader 2022/23
| Nr. | Name                   | Nationalität            | im Verein seit | Position       | Geb.dat.   | Alter | Größe  |
| --- | ---------------------- | ----------------------- | -------------- | -------------- | ---------- | ----- | ------ |
| 5   | Sofie Preetzmann       | Danemark                | 2022           | Power Forward  | 07.08.1995 | 29    | 1,82 m |
| 7   | Paula Paradzik         | Deutschland             | 2020           | Guard          | 03.04.2006 | 18    | 1,78 m |
| 8   | Luisa Marie Nufer      | Deutschland             | 2017           | Guard          | 05.07.2002 | 22    | 1,85 m |
| 9   | Lea Rasenberger        | Deutschland             | 2022           | Guard          | 27.10.1996 | 28    | 1,67 m |
| 10  | Stephanie Wagner       | Deutschland             | 2022           | Forward        | 08.07.1990 | 34    | 1,82 m |
| 11  | Hannah Little          | Vereinigte Staaten      | 2021           | Center         | 14.07.1994 | 30    | 1,85 m |
| 14  | Juljana Ehret          | Deutschland             | 2022           | Small Forward  | 01.07.2007 | 17    | 1,81 m |
| 15  | Jessica Loera          | Vereinigte Staaten      | 2022           | Base           | 31.08.1997 | 27    | 1,68 m |
| 16  | Johanna Lina Gerlinger | Deutschland             | 2020           | Center         | 16.04.2003 | 21    | 1,92 m |
| 21  | Emilly Maria Kapitza   | Deutschland             | 2017           | Forward        | 28.12.2000 | 24    | 1,87 m |
| 33  | Christa Reed           | Vereinigte Staaten      | 2021           | Guard          | 17.10.1995 | 29    | 1,80 m |
| 46  | Mirna Paunović         | Bosnien und Herzegowina | 2005           | Forward/Center | 25.09.1976 | 48    | 1,85 m |
| 55  | Pauline Marie Mayer    | Deutschland             | 2017           | Guard          | 05.07.2001 | 23    | 1,72 m |

### Bundesliga-Kader 2021/22
| Nr. | Name                   | Nationalität            | im Verein seit | Position       | Geb.dat.   | Alter | Größe  |
| --- | ---------------------- | ----------------------- | -------------- | -------------- | ---------- | ----- | ------ |
| 4   | Martha Pietsch         | Deutschland             | 2021           | Guard          | 31.07.2003 | 21    | 1,65 m |
| 7   | Paula Paradzik         | Deutschland             | 2020           | Guard          | 03.04.2006 | 18    | 1,75 m |
| 8   | Luisa Marie Nufer      | Deutschland             | 2017           | Guard          | 05.07.2002 | 22    | 1,85 m |
| 10  | Mirna Paunović         | Bosnien und Herzegowina | 2005           | Forward/Center | 25.09.1976 | 48    | 1,85 m |
| 11  | Hannah Little          | Vereinigte Staaten      | 2021           | Center         | 14.07.1994 | 30    | 1,85 m |
| 13  | Maria Konstantinidou   | Deutschland             | 2020           | Forward        | 13.12.2002 | 22    | 1,86 m |
| 15  | Shiori Yasuma          | Japan                   | 2021           | Guard          | 22.07.1994 | 30    | 1,61 m |
| 16  | Johanna Lina Gerlinger | Deutschland             | 2020           | Center         | 16.04.2003 | 21    | 1,92 m |
| 21  | Emilly Maria Kapitza   | Deutschland             | 2017           | Forward        | 28.12.2000 | 24    | 1,87 m |
| 22  | Andjelina Radic        | Serbien                 | 2021           | Forward        | 18.11.1994 | 30    | 1,87 m |
| 24  | Lina Sontag            | Deutschland             | 2021           | Guard          | 24.11.2003 | 21    | 1,78 m |
| 33  | Christa Reed           | Vereinigte Staaten      | 2021           | Guard          | 17.10.1995 | 29    | 1,80 m |
| 55  | Pauline Marie Mayer    | Deutschland             | 2017           | Guard          | 05.07.2001 | 23    | 1,72 m |

### Bundesliga-Kader 2020/21
| Nr. | Name                 | Nationalität       | im Verein seit | Position | Geb.dat.   | Alter | Größe  |
| --- | -------------------- | ------------------ | -------------- | -------- | ---------- | ----- | ------ |
| 3   | Sophie Ouedraogo     | Deutschland        | 2020           | Forward  | 19.05.2002 | 22    | 1,75 m |
| 7   | Dominique Toussaint  | Vereinigte Staaten | 2020           | Guard    | 16.07.1998 | 26    | 1,75 m |
| 11  | Maria Konstantinidou | Deutschland        | 2020           | Forward  | 13.12.2002 | 22    | 1,86 m |
| 14  | Sanata-Lea Ouedraogo | Deutschland        | 2013           | Forward  | 14.05.1997 | 27    | 1,80 m |
| 21  | Emilly Maria Kapitza | Deutschland        | 2017           | Forward  | 28.12.2000 | 24    | 1,87 m |
| 23  | Daneesha Provo       | Kanada             | 2020           | Guard    | 14.05.1996 | 28    | 1,83 m |
| 31  | Cassidy Boensch      | Vereinigte Staaten | 2020           | Center   | 24.11.2003 | 21    | 1,95 m |
| 55  | Pauline Marie Mayer  | Deutschland        | 2017           | Guard    | 05.07.2001 | 23    | 1,72 m |

### Bundesliga-Kader 2019/20
| Nr. | Name                 | Nationalität            | im Verein seit | Position | Alter/Geb.dat. | Größe  |
| --- | -------------------- | ----------------------- | -------------- | -------- | -------------- | ------ |
| 3   | Samantha Fuehring    | Vereinigte Staaten      | 2019           | Center   | 31.152.1969    | 1,88 m |
| 4   | Luana Rodefeld       | Deutschland             | 2016           | Guard    | 23.12.1997     | 1,72 m |
| 5   | Viktoria Wieczorek   | Deutschland             | 2015           | Guard    | 14.01.1998     | 1,78 m |
| 8   | Luisa Nufer          | Deutschland             | 2017           | Forward  | 05.07.2002     | 1,84 m |
| 9   | Christina Zehender   | Deutschland             | 2014           | Guard    | 22.01.1996     | 1,74 m |
| 11  | Paula Kohl           | Deutschland             |                | Center   | 14.02.1999     | 1,89 m |
| 12  | Cassandra Breen      | Vereinigte Staaten      |                | Guard    |                | 1,79 m |
| 14  | Sanata-Lea Ouedraogo | Deutschland             | 2013           | Forward  | 14.05.1997     | 1,80 m |
| 19  | Sara Kranzhöfer      | Deutschland             |                | Guard    | 13.06.1996     | 1,80 m |
| 20  | Jessica Genco        | Italien                 | 2019           | Guard    | 06.03.1997     | 1,65 m |
| 21  | Emilly Kapitza       | Deutschland             | 2017           | Forward  | 28.12.2000     | 1,88 m |
| 22  | Alexa Hart           | Vereinigte Staaten      | 2019           | Center   | 04.12.1995     | 1,89 m |
| 43  | Mirna Paunović       | Bosnien und Herzegowina | 2005           | Forward  | 25.09.1976     | 1,85 m |
| 55  | Pauline Mayer        | Deutschland             | 2017           | Guard    | 05.07.2001     | 1,72 m |
| 66  | Leonie Kambach       | Deutschland             | 2017           | Center   | 08.09.2000     | 1,90 m |

### Bundesliga-Kader 2018/19
| Nr. | Name                      | Nationalität            | im Verein seit | Position | Alter/Geb.dat. | Größe  |
| --- | ------------------------- | ----------------------- | -------------- | -------- | -------------- | ------ |
| 2   | Kelly La Nette Meton      | Vereinigte Staaten      |                | Guard    | 12.12.1993     | 1,74 m |
| 3   | Laura Zdraveska           | Deutschland             |                | Forward  | 03.09.1997     | 1,85 m |
| 4   | Luana Rodefeld            | Deutschland             | 2016           | Guard    | 23.12.1997     | 1,72 m |
| 5   | Viktoria Wieczorek        | Deutschland             | 2015           | Guard    | 14.01.1998     | 1,78 m |
| 8   | Luisa Nufer               | Deutschland             | 2017           | Forward  | 05.07.2002     | 1,84 m |
| 9   | Christina Zehender        | Deutschland             | 2014           | Guard    | 22.01.1996     | 1,74 m |
| 12  | Ilka Hoffmann             | Deutschland             | 2012           | Center   | 26.11.1994     | 1,84 m |
| 14  | Sanata-Lea Ouedraogo      | Deutschland             | 2013           | Forward  | 14.05.1997     | 1,80 m |
| 16  | Juliane Hodapp            | Deutschland             | 2011           | Guard    | 04.03.1990     | 1,69 m |
| 16  | Ilze Jakobsone            | Lettland                | 2018           | Guard    | 19.04.1994     | 1,76 m |
| 17  | Audrey-Ann Caron-Goudreau | Kanada                  | 2018           | Forward  | 19.12.1995     | 1,93 m |
| 19  | Sara Kranzhöfer           | Deutschland             |                | Guard    | 13.06.1996     | 1,80 m |
| 21  | Emilly Kapitza            | Deutschland             | 2017           | Forward  | 28.12.2000     | 1,88 m |
| 24  | Kristinen Elis Gaffney    | Vereinigte Staaten      |                | Guard    | 1.12.1993      | 1,85 m |
| 43  | Mirna Paunović            | Bosnien und Herzegowina | 2005           | Forward  | 25.09.1976     | 1,85 m |
| 55  | Pauline Mayer             | Deutschland             | 2017           | Guard    | 05.07.2001     | 1,72 m |
| 66  | Leonie Kambach            | Deutschland             | 2017           | Center   | 08.09.2000     | 1,90 m |

### Bundesliga-Kader 2013/14
| Nr. | Name                      | Nationalität       | im Verein seit | Position      | Alter/Geb.dat. | Größe  |
| --- | ------------------------- | ------------------ | -------------- | ------------- | -------------- | ------ |
| 1   | Ashley Daniels            | Vereinigte Staaten | 2013           | Center        | 06.12.1989     | 1,86 m |
| 5   | Charlotte Höre            | Deutschland        |                | Forward       | 03.04.1988     | 1,75 m |
| 7   | Franziska Höre            | Deutschland        |                | Guard         | 03.04.1988     | 1,71 m |
| 9   | Julia Schindler           | Deutschland        | 2009           | Guard         | 27.06.1990     | 1,66 m |
| 10  | Sanata-Lea Ouedraogo      | Deutschland        | 2013           | Forward       | 14.05.1997     | 1,80 m |
| 11  | Brooque Christia Williams | Vereinigte Staaten | 2012           | Forward       | 14.01.1989     | 1,75 m |
| 12  | Ilka Hoffmann             | Deutschland        | 2012           | Center        | 26.11.1994     | 1,85 m |
| 14  | Julia Heck                | Deutschland        | 2012           | Forward       | 01.06.1995     | 1,84 m |
| 15  | Anneke Schlüter           | Deutschland        |                | Forward       | 25.02.1995     | 1,84 m |
| 16  | Juliane Hodapp            | Deutschland        | 2011           | Forward       | 04.02.1990     | 1,70 m |
| 17  | Judith Schmidt            | Deutschland        | 2012           | Forward       | 06.10.1992     | 1,86 m |
| 18  | Tyra Marie White          | Vereinigte Staaten | 2013           | Guard         | 23.03.1989     | 1,83 m |
| 21  | Mariesa Greene            | Vereinigte Staaten | 2012           | Center        | 10.07.1986     | 1,84 m |
| 22  | Brittany Spears           | Vereinigte Staaten | 2013           | Forward       | 27.09.1988     | 1,85 m |
| 53  | Soana Lucet               | Frankreich         | 2013           | Power Forward | 10.03.1987     | 1,85 m |

### Bundesliga-Kader 2012/13
| Nr. | Name                      | Nationalität       | im Verein seit | Position | Alter/Geb.dat. | Größe  |
| --- | ------------------------- | ------------------ | -------------- | -------- | -------------- | ------ |
| 5   | Charlotte Höre            | Deutschland        |                | Forward  | 03.04.1988     | 1,75 m |
| 6   | Sabrina Möller            | Deutschland        |                | Forward  | 18.07.1988     | 1,74 m |
| 7   | Franziska Höre            | Deutschland        |                | Guard    | 03.04.1988     | 1,71 m |
| 8   | Jahzinga Tracey           | Vereinigte Staaten | 2009           | Center   | 17.06.1986     | 1,84 m |
| 9   | Julia Schindler           | Deutschland        | 2009           | Guard    | 27.06.1990     | 1,66 m |
| 11  | Brooque Christia Williams | Vereinigte Staaten | 2012           | Forward  | 14.01.1989     | 1,75 m |
| 12  | Ilka Hoffmann             | Deutschland        | 2012           | Center   | 26.11.1994     | 1,85 m |
| 14  | Julia Heck                | Deutschland        | 2012           | Forward  | 01.06.1995     | 1,84 m |
| 15  | Anneke Schlüter           | Deutschland        |                | Forward  | 25.02.1995     | 1,84 m |
| 16  | Juliane Hodapp            | Deutschland        | 2011           | Forward  | 04.02.1990     | 1,70 m |
| 17  | Judith Schmidt            | Deutschland        | 2012           | Forward  | 06.10.1992     | 1,86 m |
| 21  | Mariesa Greene            | Vereinigte Staaten | 2012           | Center   | 10.07.1986     | 1,84 m |

### Trainer
- bis 2007 Usamedin Mehmed
- 2007–2012 Harald Janson
- 2012–2013 Stefan Mienack
- 2013–2014 Harald Janson
- 2014–2017 Sascha Bozic
- 2017–2018 Pierre Hohn[16]
- 2018–2021 Hanna Ballhaus[17]
- 2021–2022 Harald Janson[18]
- 2022–2023 Victor Herbosa[8]
- 2023–2024 Harald Janson[19]
- seit 2024 Stefan Möller[20]

#### Sonstige Personen
| Name            | Aufgabe          |
| --------------- | ---------------- |
| Robert Leichter | Assistent Coach  |
| Sabrina Möller  | Athletik Trainer |
| Harald Janson   | Geschäftsführer  |

## 2. Mannschaft

### Bundesliga-Kader 2022/23
| Nr. | Name                | Nationalität | im Verein seit | Position       | Geb.dat.   | Alter | Größe  |
| --- | ------------------- | ------------ | -------------- | -------------- | ---------- | ----- | ------ |
| 1   | Viktoria Wieczorek  | Deutschland  | 2015           | Shooting Guard | 14.04.1998 | 26    | 1,78 m |
| 2   | Anne Tritschler     | Deutschland  | 2022           | Point Guard    |            | 19    | 1,69 m |
| 3   | Juliane Hodapp      | Deutschland  | 2011           | Shooting Guard | 04.03.1990 | 35    | 1,71 m |
| 4   | Lilly Kornmann      | Deutschland  | 2022           | Point Guard    |            | 24    | 1,73 m |
| 5   | Lea Entenmann       | Deutschland  | 2022           | Small Forward  |            | 29    | 1,74 m |
| 6   | Carolin Schuhmacher | Deutschland  | 2022           | Point Guard    |            | 21    | 1,71 m |
| 7   | Paula Paradzik      | Deutschland  | 2020           | Shooting Guard | 03.04.2006 | 18    | 1,78 m |
| 8   | Julia Leiner        | Deutschland  | 2022           | Point Guard    |            | 19    | 1,72 m |
| 10  | Felicia Kälble      | Deutschland  | 2022           | Small Forward  |            | 22    | 1,74 m |
| 11  | Katharina Hirt      | Deutschland  | 2022           | Small Forward  |            | 23    | 1,79 m |
| 12  | Ilka Hoffmann       | Deutschland  | 2012           | Power Forward  | 26.11.1994 | 30    | 1,85 m |
| 14  | Juljana Ehret       | Deutschland  | 2022           | Small Forward  | 01.07.2007 | 17    | 1,81 m |
| 15  | Mara Baumann        | Deutschland  | 2022           | Power Forward  |            | 22    | 1,83 m |
| 16  | Johanna Gerlinger   | Deutschland  | 2020           | Center         | 16.04.2003 | 21    | 1,92 m |
| 18  | Antonia Obiefule    | Deutschland  | 2022           | Shooting Guard |            | 18    | 1,74 m |

### Trainer
- Seit 2022 Patrick Fürst[22]

#### Sonstige Personen
| Name          | Aufgabe                         |
| ------------- | ------------------------------- |
| Marvin Bader  | Assistent Coach                 |
| Matthias Kist | Strength and Conditioning Coach |
| Luis Fischer  | Physiotherapeut                 |
| Uwe Stasch    | Management                      |

## Erfolge
- Deutscher Pokalsieger in der Saison 2012/13
- Deutscher Meister 2022